# تانوا راسیتانو
تانوا راسیتانو (تایلندی: ธันวา ราศีธนู) (زاده ۱۳ دسامبر ۱۹۷۱ – درگذشته ۷ سپتامبر ۲۰۲۱) یک هنرپیشه و خواننده اهل تایلند بود. او در استان نونگ بوآ لامفو متولد شد.

## پیشینه
تانوا راسیتانو از سال ۱۹۹۹ رسماً وارد این حرفه شد تا درگذشتش در سال ۲۰۲۱ در اثر بیماری کروناویروس ۲۰۱۹ ، به فعالیت در موسیقی پرداخت.تک آهنگ (Kai Ta Fang) از آثار وی است.

## دیسکوگرافی
- 2010 : The gold chameleon
- 2011 : The old frog
- 2012 : The heart theif
- 2013 : Anger or Satan?